# 시라지 웃다울라
시라지 웃다울라(벵골어: সিরাজউদ্দৌলা, 1733년~1757년 7월 2일)는 1756년부터 1757년까지 통치한 벵골의 마지막 나와브이었다. 그의 통치의 끝은 영국 동인도 회사가 벵골과 후에 인도 아대륙의 거의 모든 지역을 지배하는 것의 시작이었다.
시라지는 외할아버지 알리바르디 칸이 23세의 나이로 사망하자 1756년 4월 9일 마스나드에 즉위했다. 시라즈는 1757년 6월 23일 플라시 전투에서 패배했다. 로버트 클라이브가 이끄는 동인도 회사의 군대가 침입했고 벵골 행정부는 회사의 손에 넘어갔다. 시라지 웃다울라는 탈출을 시도했으나 미르 자파르가 그를 붙잡아 그의 거처로 데려왔다. 1757년 7월 2일 시라지는 처형되었다.

## 사망
미르 자파르는 시라지 웃다울라의 허리를 잡고 감옥에서 끌어냈다. 1757년 7월 2일 시라지를 강제로 나막하람 데오르히로 데려왔다. 시라지 웃다울라는 1757년 7월 2일 영국 동인도 회사와 협정의 일환으로 나막 하람 데오르히에서 미르 자파르의 아들 미르 미란의 명령에 따라 모하마드 알리 베그에 의해 처형되었다.
시라지 웃다울라의 무덤은 무르시다바드의 쿠슈바흐에 위치해 있다. 이곳은 정원으로 둘러싸인 소박하지만 우아한 단층 묘소로 표시되어 있다.

## 같이 보기
- 방글라데시의 역사
- 인도의 역사